# Zsa Zsa Gábor
Zsa Zsa Gábor, pseudonimo di Sári Gábor (Budapest, 6 febbraio 1917 – Los Angeles, 18 dicembre 2016), è stata un'attrice ungherese naturalizzata statunitense.

## Biografia
Nacque a Budapest, con il nome di Sári Gábor, seconda figlia di Vilmos (1876-1962), un militare, e Jolie Tillman (1896-1997), un'imprenditrice. Sue sorelle erano Magda ed Eva. Miss Ungheria nel 1936, intraprese poi la carriera di attrice cinematografica, che proseguì attraverso gli anni con alti e bassi. In oltre 50 anni di carriera lavorò in più di 60 pellicole e riuscì a ottenere ruoli in produzioni importanti con registi del calibro di Orson Welles, John Huston e Vincente Minnelli.
Nel 1997 la madre Jolie morì a 100 anni d'età. Nel gennaio 2011 la Gabor subì l'amputazione quasi totale della gamba destra, a causa di una infezione dopo che nel luglio 2010 una caduta le aveva provocato una grave frattura all'anca. Morì a 99 anni il 18 dicembre 2016, di infarto, nella sua lussuosa residenza di Bel Air, in California, dov'era costretta a letto da tempo, affetta da demenza senile e incapacità di parlare. A lei è intitolato l'asteroide 166614 Zsazsa, scoperto nel 2002.

## Vita privata
Fu nota più per le vicende relative alla sua vita personale che per la sua lunga carriera nella settima arte. Ebbe nove mariti:
- Burhan Asaf Belge (1937 - 1941) (divorzio)
- Conrad Hilton (10 aprile, 1942 - 1947) (divorzio)
- George Sanders (2 aprile, 1949 - 2 aprile, 1954) (divorzio)
- Herbert Hutner (5 novembre, 1962 - 3 marzo, 1966) (divorzio)
- Joshua S. Cosden, Jr. (9 marzo, 1966 - 18 ottobre, 1967) (divorzio)
- Jack Ryan (21 gennaio, 1975 - 1976) (divorzio)
- Michael O'Hara (27 agosto, 1976 - 1982) (divorzio)
- Felipe de Alba (13 aprile, 1983 - 14 aprile, 1983) (annullamento)
- Frédéric Prinz von Anhalt

Mentre era sposata con Conrad Hilton ammise di avere avuto una relazione con il figliastro Conrad Hilton Jr. Nel 1947 ha avuto una figlia, Constance Francesca Hilton; secondo la sua autobiografia del 1991 One Lifetime Is Not Enough la gravidanza fu il risultato di una violenza del marito Conrad. George Sanders aveva sposato anche sua sorella Magda.

## Filmografia

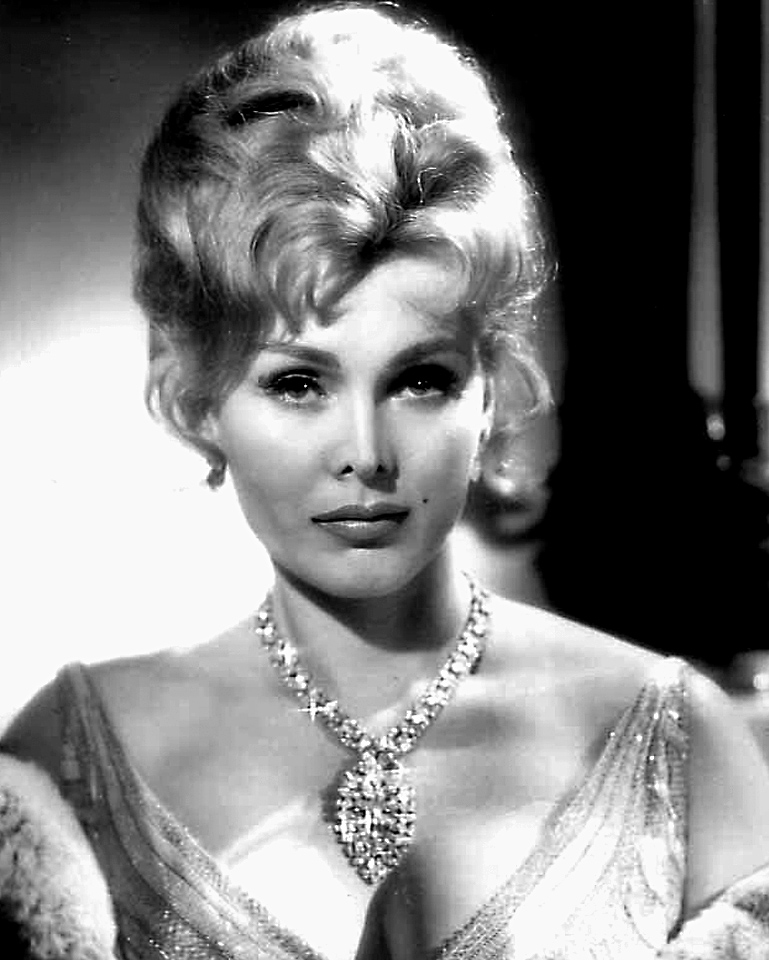
Zsa Zsa Gábor nel 1959

### Cinema
- Modelle di lusso (Lovely to Look At), regia di Mervyn LeRoy (1952)
- Matrimoni a sorpresa (We're Not Married!), accreditata come ZsaZsa Gabor, regia di Edmund Goulding (1952)
- Moulin Rouge, regia di John Huston (1952)
- Storia di tre amori (The Story of Three Loves), episodio "Mademoiselle", regia di Vincente Minnelli (1953)
- Lili, regia di Charles Walters (1953)
- Il nemico pubblico n. 1 (L'Ennemi public n° 1), regia di Henri Verneuil (1953)
- Sangue e luci (Sangre y luces), regia di Georges Rouquier (1954)
- Il circo a tre piste (3 Ring Circus), regia di Joseph Pevney (1954)
- Ball der Nationen, regia di Karl Ritter (1954)
- Il diabolico avventuriero (Death of a Scoundrel), regia di Charles Martin (1956)
- The Girl in the Kremlin, regia di Russell Birdwell (1957)
- The Man Who Wouldn't Talk, regia di Herbert Wilcox (1958)
- L'infernale Quinlan (Touch of Evil), regia di Orson Welles (1958)
- La regina di Venere (Queen of Outer Space), regia di Edward Bernds (1958)
- Come prima (For the First Time), regia di Rudolph Maté (1959)
- La contessa azzurra, regia di Claudio Gora (1960)
- Pepe, regia di George Sidney (1960)
- Astronauti per forza (The Road to Hong Kong), scene cancellate, regia di Norman Panama (1962)
- Venere in pigiama (Boys' Night Out), regia di Michael Gordon (1962)
- La bambola di pezza (Picture Mommy Dead), regia di Bert I. Gordon (1966)
- Arrivederci, Baby! (Drop Dead Darling), regia di Ken Hughes (1966)
- La gang dei diamanti (Jack of Diamonds), regia di Don Taylor (1967)
- Up the Front, regia di Bob Kellett (1972)
- Won Ton Ton, il cane che salvò Hollywood (Won Ton Ton: The Dog Who Saved Hollywood), regia di Michael Winner (1976)
- Every Girl Should Have One, regia di Robert Hyatt (1978)
- Frankenstein's Great Aunt Tillie, regia di Myron J. Gold (1984)
- Nightmare 3 - I guerrieri del sogno (A Nightmare on Elm Street 3: Dream Warriors), regia di Chuck Russell (1987)
- Strauss, re senza corona (Johann Strauss - Der König ohne Krone), regia di Franz Antel (1987)
- Biancaneve - E vissero felici e contenti (Happily Ever After), solo voce, regia di John Howley (1990)
- Una pallottola spuntata 2½ - L'odore della paura (The Naked Gun 2½: The Smell of Fear), regia di David Zucker (1991)
- Pezzi duri... e mosci (The Naked Truth), regia di Nico Mastorakis (1992)
- A Beverly Hills... signori si diventa (The Beverly Hillbillies), regia di Penelope Spheeris (1993)
- Il ritorno della famiglia Brady (A Very Brady Sequel), regia di Arlene Sanford (1996)

### Televisione
- Climax! – serie TV, episodi 1x18-2x12-2x23 (1955-1956)
- General Electric Theater – serie TV, episodi 4x21-5x24-9x20 (1956-1961)
- The Dick Powell Show – serie TV, episodio 2x25 (1963)
- La legge di Burke (Burke's Law) – serie TV, episodi 1x03-2x13 (1963-1964)
- The Rounders – serie TV, episodio 1x06 (1966)
- Bonanza – serie TV, episodio 8x33 (1967)
- Io e i miei tre figli (My Three Sons) – serie TV, episodio 8x21 (1968)
- Willy, il principe di Bel-Air (The Fresh Prince of Bel-Air) – serie TV, episodio 2x10 (1991)

## Riconoscimenti parziali
- Golden Globe
  - 1958 – Golden Globe Speciale per l'attrice con più glamour

- Hollywood Walk of Fame
  - 1960 – Stella

## Doppiatrici italiane
- Rosetta Calavetta in Moulin Rouge, Il diabolico avventuriero, La regina di Venere e nel doppiaggio originario di Lili
- Micaela Giustiniani in Matrimoni a sorpresa e nel doppiaggio originario di L'infernale Quinlan
- Anna Miserocchi in Storia di tre amori
- Ria Saba in Venere in pigiama
- Germana Dominici in Willy il principe di Bel-Air
- Paola Giannetti in A Beverly Hills... signori si diventa

Da doppiatrice è sostituita da:
- Anna Rita Pasanisi in Biancaneve - E vissero felici e contenti

## Libri
- Come accalappiare un uomo, come tenerselo stretto e come scaricarlo, traduzione di Aldo Busi, Alet Edizioni, 2005.